# 瑪夫巴里亞烏帕齊拉
瑪夫巴里亞乌帕齐拉是孟加拉国比羅傑布爾縣的一个乌帕齐拉，位於巴里薩爾专区的比羅傑布爾縣。。

## 人口
據1991年孟加拉國人口普查，瑪夫巴里亞共有戶數48,139戶，人口253915人。其中男性佔比49.00%，女性佔比51.00%；成年人口126,024人。該地7歲以上人口之平均識字率為45.9%。